# Franjo Marušič
Franjo Marušič, slovenski inženir rudarstva, * 9. junij 1908, Štandrež, Avstro-Ogrska, † 7. december 1981, Moš, Gorica.

## Življenje in delo
Starša, oče Franc pek in mati Jožefa Marušič rojena Kumar, sta mu kmalu umrla. Med 1. svetovno vojno je bil begunec v Muti, kjer je končal ljudsko šolo in se nato vpisal na gimnazijo v Mariboru. Zaradi vrnitve v rojstni kraj je šolanje za nekaj let opustil. Delal je na kmetiji in kot delavec na žagi za marmor. V jeseni 1927 je odšel v Kraljevina Srbov, Hrvatov in Slovencev in nadaljeval šolanje. Maturiral je na gimnaziji v Ljubljani ter se vpisal na Tehniško fakulteto v Ljubljani na oddelek za rudarstvo ter marca 1940 diplomiral. Leta 1937 je bil poslan v Romunijo kjer je pri naftni družbi Creditul Mimer napisal diplomsko delo o strojih za črpanje nafte. Po diplomi je bil najprej nekaj časa prometni inženir v premogovniku Obelić na Kosovu nato eno leto namestnik upravnika na rudarsko raziskovalnih delih Državne rudarske uprave v Krapini. Od 10. junija 1942 do 30. septembra 1943 je bil upravnik premogovnika v kraju Straža Krapinska. Potem je bil nekaj mesecev prometni inženir in pomočnik direktorja pri upravi Medjimurskih rudnikov, nato pa zaradi bolezni na lastno željo razrešen terenske službe. Od 30. novembra 1946 je bil honorarni predavatelj opisne geometrije na Tehniški fakulteti v Ljubljani. Napisal je skripta: Skripta iz opisne geometrije ter Ortogonalna aksinometrija in osnove splošne aksonometrije. Leta 1960 se je preselil v Italijo, se naselil v Mošu blizu Gorice in do upokojitve poučeval na Tehniškem inštitutu Malignani v Vidmu.